# Lespignan
Lespignan är en kommun i departementet Hérault i regionen Occitanien i södra Frankrike. Kommunen ligger i kantonen Béziers 3e Canton som tillhör arrondissementet Béziers. År 2022 hade Lespignan 3 355 invånare.

## Befolkningsutveckling
Antalet invånare i kommunen Lespignan
Referens:INSEE